# Danił Sadriejew
Danił Marsielewicz Sadriejew (ros. Данил Марселевич Садреев, ur. 7 maja 2003 w Leninogorsku) – rosyjski skoczek narciarski pochodzący z Tatarstanu. Srebrny medalista Zimowych Igrzysk Olimpijskich 2022 w drużynie mieszanej. Medalista mistrzostw świata juniorów i zimowych igrzysk azjatyckich dzieci. Uczestnik mistrzostw świata w narciarstwie klasycznym i w lotach narciarskich oraz zimowych igrzysk olimpijskich młodzieży. Medalista mistrzostw Rosji.

## Przebieg kariery
W oficjalnych zawodach międzynarodowych rozgrywanych pod egidą FIS zadebiutował w lutym 2018 w zawodach FIS Cup w Rastbüchl. W swoim pierwszym starcie, 10 lutego 2018, zajął 26. lokatę, zdobywając punkty do klasyfikacji generalnej cyklu, mimo faktu, że był drugim najmłodszym zawodnikiem w stawce (młodszy od niego, o nieco ponad miesiąc, był jedynie Petr Vaverka, który uplasował się w szóstej dziesiątce).
W styczniu 2019 wystartował w mistrzostwach świata juniorów w Lahti – indywidualnie był 49., a drużynowo 7. W lutym 2019 wziął udział w 1. Zimowych Igrzyskach Azjatyckich Dzieci w Jużnosachalińsku, gdzie zdobył złoty medal w rywalizacji indywidualnej, a w konkursie drużyn mieszanych zajął 5. lokatę w barwach zespołu Tatarstanu. W marcu 2019 zdobył punkty w swoim debiucie w Pucharze Kontynentalnym, zajmując 21. miejsce w zawodach na skoczni w Czajkowskim.
W grudniu 2019 został powołany na zawody Pucharu Świata w Niżnym Tagile, jednak ostatecznie nie wziął udziału w tych zawodach, w ten sam weekend startując w Pucharze Kontynentalnym w Vikersund. Dwa tygodnie później w Oberwiesenthal po raz pierwszy wygrał konkurs FIS Cupu. W styczniu 2020 wziął udział w zimowych igrzyskach olimpijskich młodzieży – indywidualnie był czwarty, a w zmaganiach drużynowych zajął 4. (mikst drużynowy) i 9. (sztafeta mieszana) lokatę. W lutym 2020 po raz pierwszy przystąpił do rywalizacji w Pucharze Świata, jednak w Râșnovie odpadł w kwalifikacjach do 1. konkursu, a w 2. konkursie, po przebrnięciu kwalifikacji, został zdyskwalifikowany. W marcu 2020 w Oberwiesenthal wystartował w mistrzostwach świata juniorów – indywidualnie był 15., drużynowo 6., a w rywalizacji zespołów mieszanych 5.
W grudniu 2020 wziął udział w zawodach Pucharu Świata w Niżnym Tagile – w pierwszym konkursie ponownie został zdyskwalifikowany, a w drugim zdobył pierwsze w karierze punkty w zawodach tej rangi, plasując się na 25. pozycji. W tym samym miesiącu w Planicy wystartował na Mistrzostwach Świata w Lotach Narciarskich 2020, zajmując 31. lokatę w rywalizacji indywidualnej i 7. w konkursie drużynowym. Wziął udział w Mistrzostwach Świata Juniorów 2021 – w konkursie indywidualnym zajął 11. miejsce, a w zmaganiach drużynowych zdobył brązowy medal. Następnie wystąpił w seniorskich Mistrzostwach Świata w Narciarstwie Klasycznym 2021. Indywidualnie na skoczni normalnej zajął 25. pozycję, zaś na dużej był 43., z kolei zawody drużyn mieszanych ukończył na 7. lokacie. 
Wystąpił we wszystkich zawodach indywidualnych Letniego Grand Prix 2021. Drugi konkurs w Szczuczyńsku, rozgrywany 5 września 2021, ukończył na 3. miejscu. W pozostałych najwyżej klasyfikowany był na 13. pozycji. W zawodach sezonu 2021/2022 Pucharu Świata rozgrywanych między listopadem a styczniem regularnie zdobywał punkty. Najwyżej klasyfikowany indywidualnie był na 12. lokacie, w listopadzie 2021 w Ruce oraz w grudniu w Klingenthal. Wystartował na Zimowych Igrzyskach Olimpijskich 2022. Indywidualnie zajął 8. miejsce na skoczni normalnej i 16. na dużej, w drużynie męskiej był 7., a w zespole mieszanym zdobył srebrny medal.
Sadriejew jest medalistą mistrzostw Rosji – z drużyną Tatarstanu sięgał po brązowe medale w konkursach drużynowych na skoczni dużej zimą 2018, latem 2018 i zimą 2019.

## Igrzyska olimpijskie

### Indywidualnie
| 2022 Pekin/Zhangjiakou | – | 8. miejsce (K-95), 16. miejsce (K-125) |

### Drużynowo
| 2022 Pekin/Zhangjiakou | – | srebrny medal (drużyna mieszana/K-95), 7. miejsce |

### Starty D. Sadriejewa na igrzyskach olimpijskich – szczegółowo
| Miejsce | Dzień     | Rok  | Miejscowość | Skocznia  | Punkt K | HS     | Konkurs    | Skok 1  | Skok 2  | Nota                  | Strata    | Zwycięzca       |
| ------- | --------- | ---- | ----------- | --------- | ------- | ------ | ---------- | ------- | ------- | --------------------- | --------- | --------------- |
| 8.      | 6 lutego  | 2022 | Zhangjiakou | Snow Ruyi | K-95    | HS-106 | indywid.   | 107,5 m | 98,0 m  | 259,4 pkt             | 15,6 pkt  | Ryōyū Kobayashi |
| 2.      | 7 lutego  | 2022 | Zhangjiakou | Snow Ruyi | K-95    | HS-106 | druż. mix. | 99,5 m  | 100,5 m | 890,3 pkt (249,9 pkt) | 111,2 pkt | Słowenia        |
| 16.     | 12 lutego | 2022 | Zhangjiakou | Snow Ruyi | K-125   | HS-140 | indywid.   | 134,0 m | 133,5 m | 259,7 pkt             | 36,4 pkt  | Marius Lindvik  |
| 7.      | 14 lutego | 2022 | Zhangjiakou | Snow Ruyi | K-125   | HS-140 | druż.      | 128,5 m | 119,0 m | 806,5 pkt (215,8 pkt) | 136,2 pkt | Austria         |

## Mistrzostwa świata

### Indywidualnie
| 2021 Oberstdorf | – | 25. miejsce (K-95), 43. miejsce (K-120) |

### Drużynowo
| 2021 Oberstdorf | – | 7. miejsce (drużyna mieszana/K-95) |

### Starty D. Sadriejewa na mistrzostwach świata – szczegółowo
| Miejsce | Dzień     | Rok  | Miejscowość | Skocznia            | Punkt K | HS     | Konkurs    | Skok 1  | Skok 2 | Nota                  | Strata    | Zwycięzca    |
| ------- | --------- | ---- | ----------- | ------------------- | ------- | ------ | ---------- | ------- | ------ | --------------------- | --------- | ------------ |
| 25.     | 27 lutego | 2021 | Oberstdorf  | Schattenbergschanze | K-95    | HS-106 | indywid.   | 99,5 m  | 94,5 m | 227,8 pkt             | 41,0 pkt  | Piotr Żyła   |
| 7.      | 28 lutego | 2021 | Oberstdorf  | Schattenbergschanze | K-95    | HS-106 | druż. mix. | 89,5 m  | 95,5 m | 805,4 pkt (214,8 pkt) | 195,4 pkt | Niemcy       |
| 43.     | 5 marca   | 2021 | Oberstdorf  | Schattenbergschanze | K-120   | HS-137 | indywid.   | 102,5 m | –      | 64,9 pkt              | 211,6 pkt | Stefan Kraft |

## Mistrzostwa świata w lotach narciarskich

### Indywidualnie
| 2020 Planica | – | 31. miejsce |

### Drużynowo
| 2020 Planica | – | 7. miejsce |

### Starty D. Sadriejewa na mistrzostwach świata w lotach – szczegółowo
| Miejsce | Dzień         | Rok  | Miejscowość | Skocznia  | Punkt K | HS     | Konkurs  | Skok 1  | Skok 2  | Skok 3  | Skok 4  | Nota                   | Strata    | Zwycięzca   |
| ------- | ------------- | ---- | ----------- | --------- | ------- | ------ | -------- | ------- | ------- | ------- | ------- | ---------------------- | --------- | ----------- |
| 31.     | 11–12 grudnia | 2020 | Planica     | Letalnica | K-200   | HS-240 | indywid. | 196,0 m | –       | –       | –       | 163,3 pkt              | 713,9 pkt | Karl Geiger |
| 7.      | 13 grudnia    | 2020 | Planica     | Letalnica | K-200   | HS-240 | druż.    | 203,0 m | 203,0 m | 192,5 m | 192,5 m | 1356,3 pkt (340,9 pkt) | 371,4 pkt | Norwegia    |

## Mistrzostwa świata juniorów

### Indywidualnie
| 2019 Lahti          | – | 49. miejsce |
| 2020 Oberwiesenthal | – | 15. miejsce |
| 2021 Lahti          | – | 11. miejsce |

### Drużynowo
| 2019 Lahti          | – | 7. miejsce                                |
| 2020 Oberwiesenthal | – | 6. miejsce, 5. miejsce (drużyna mieszana) |
| 2021 Lahti          | – | brązowy medal                             |

### Starty D. Sadriejewa na mistrzostwach świata juniorów – szczegółowo
| Miejsce | Dzień       | Rok  | Miejscowość    | Skocznia            | Punkt K | HS     | Konkurs    | Skok 1  | Skok 2 | Nota                  | Strata    | Zwycięzca            |
| ------- | ----------- | ---- | -------------- | ------------------- | ------- | ------ | ---------- | ------- | ------ | --------------------- | --------- | -------------------- |
| 49.     | 24 stycznia | 2019 | Lahti          | Salpausselkä        | K-90    | HS-100 | indywid.   | 80,0 m  | –      | 87,7 pkt              | 164,4 pkt | Thomas Aasen Markeng |
| 7.      | 26 stycznia | 2019 | Lahti          | Salpausselkä        | K-90    | HS-100 | druż.      | 84,5 m  | 85,5 m | 874,9 pkt (216,5 pkt) | 104,8 pkt | Niemcy               |
| 15.     | 5 marca     | 2020 | Oberwiesenthal | Fichtelbergschanzen | K-95    | HS-105 | indywid.   | 103,5 m | 89,5 m | 194,6 pkt             | 43,7 pkt  | Peter Resinger       |
| 6.      | 7 marca     | 2020 | Oberwiesenthal | Fichtelbergschanzen | K-95    | HS-105 | druż.      | 82,5 m  | 99,5 m | 737,7 pkt (186,7 pkt) | 162,6 pkt | Słowenia             |
| 5.      | 8 marca     | 2020 | Oberwiesenthal | Fichtelbergschanzen | K-95    | HS-105 | druż. mix. | 98,5 m  | 88,0 m | 887,3 pkt (240,0 pkt) | 136,0 pkt | Austria              |
| 11.     | 11 lutego   | 2021 | Lahti          | Salpausselkä        | K-90    | HS-100 | indywid.   | 91,5 m  | 90,5 m | 241,9 pkt             | 22,0 pkt  | Niklas Bachlinger    |
| 3.      | 12 lutego   | 2021 | Lahti          | Salpausselkä        | K-90    | HS-100 | druż.      | 90,5 m  | 96,0 m | 903,1 pkt (243,4 pkt) | 83,1 pkt  | Austria              |

## Igrzyska olimpijskie młodzieży

### Indywidualnie
| 2020 Lozanna/ Prémanon | – | 4. miejsce |

### Drużynowo
| 2020 Lozanna/ Prémanon | – | 4. miejsce (drużyna mieszana), 9. miejsce (sztafeta mieszana) |

### Starty D. Sadriejewa na igrzyskach olimpijskich młodzieży – szczegółowo
| Miejsce | Dzień       | Rok  | Miejscowość | Skocznia   | Punkt K | HS    | Konkurs           | Skok 1 | Skok 2 | Nota                  | Strata              | Zwycięzca       |
| ------- | ----------- | ---- | ----------- | ---------- | ------- | ----- | ----------------- | ------ | ------ | --------------------- | ------------------- | --------------- |
| 4.      | 19 stycznia | 2020 | Prémanon    | Les Tuffes | K-81    | HS-90 | indywid.          | 87,0 m | 85,5 m | 243,4 pkt             | 14,3 pkt            | Marco Wörgötter |
| 4.      | 20 stycznia | 2020 | Prémanon    | Les Tuffes | K-81    | HS-90 | druż. mix.        | 84,5 m | 87,0 m | 880,4 pkt (249,3 pkt) | 106,0 pkt           | Austria         |
| 9.      | 22 stycznia | 2020 | Prémanon    | Les Tuffes | K-81    | HS-90 | sztafeta mieszana | 87,5 m | —      | 375,8 pkt (130,5 pkt) | 109,4 pkt (+4:06,4) | Norwegia        |

## Puchar Świata

### Miejsca w klasyfikacji generalnej
| Sezon     | Miejsce |
| --------- | ------- |
| 2020/2021 | 67.     |
| 2021/2022 | 38.     |

### Miejsca w poszczególnych konkursach indywidualnychPucharu Świata
stan po zakończeniu sezonu 2022/2023
| Źródło | Źródło            | Źródło            | Źródło            | Źródło            | Źródło            | Źródło            | Źródło           | Źródło                       | Źródło           | Źródło                       | Źródło                 | Źródło                 | Źródło                 | Źródło                 | Źródło                 | Źródło                 | Źródło            | Źródło            | Źródło                | Źródło                | Źródło            | Źródło        | Źródło        | Źródło           | Źródło            | Źródło            | Źródło        | Źródło | Źródło | Źródło | Źródło | Źródło | Źródło | Źródło | Źródło | Źródło | Źródło | Źródło | Źródło | Źródło | Źródło | Źródło | Źródło | Źródło | Źródło | Źródło | Źródło | Źródło | Źródło |
| --- | ----------------- | ----------------- | ----------------- | ----------------- | ----------------- | ----------------- | ---------------- | ---------------------------- | ---------------- | ---------------------------- | ---------------------- | ---------------------- | ---------------------- | ---------------------- | ---------------------- | ---------------------- | ----------------- | ----------------- | --------------------- | --------------------- | ----------------- | ------------- | ------------- | ---------------- | ----------------- | ----------------- | ------------- | ------ | ------ | ------ | ------ | ------ | ------ | ------ | ------ | ------ | ------ | ------ | ------ | ------ | ------ | ------ | ------ | ------ | ------ | ------ | ------ | ------ | ------ |
| Sezon 2019/2020 |                   |                   |                   |                   |                   |                   |                  |                              |                  |                              |                        |                        |                        |                        |                        |                        |                   |                   |                       |                       |                   |               |               |                  |                   |                   |               |        |        |        |        |        |        |        |        |        |        |        |        |        |        |        |        |        |        |        |        |        |        |
| Wisła HS134 | Ruka HS142        | Niżny Tagił HS134 | Niżny Tagił HS134 | Klingenthal HS140 | Engelberg HS140   | Engelberg HS140   | Oberstdorf HS137 | Garmisch-Partenkirchen HS142 | Innsbruck HS130  | Bischofshofen HS142          | Predazzo HS104         | Predazzo HS104         | Titisee-Neustadt HS142 | Titisee-Neustadt HS142 | Zakopane HS140         | Sapporo HS137          | Sapporo HS137     | Willingen HS145   | Bad Mitterndorf HS235 | Bad Mitterndorf HS235 | Râșnov HS97       | Râșnov HS97   | Lahti HS130   | Lahti HS130      | Lillehammer HS140 | Lillehammer HS140 | punkty        | punkty | punkty | punkty | punkty | punkty | punkty | punkty | punkty | punkty | punkty | punkty | punkty | punkty | punkty | punkty | punkty | punkty | punkty |        |        |        |        |
| - | -                 | -                 | -                 | -                 | -                 | -                 | -                | -                            | -                | -                            | -                      | -                      | -                      | -                      | -                      | -                      | -                 | -                 | -                     | -                     | q                 | dq            | -             | -                | -                 | -                 | 0             | 0      | 0      | 0      | 0      | 0      | 0      | 0      | 0      | 0      | 0      | 0      | 0      | 0      | 0      | 0      | 0      | 0      | 0      |        |        |        |        |
| Sezon 2020/2021 |                   |                   |                   |                   |                   |                   |                  |                              |                  |                              |                        |                        |                        |                        |                        |                        |                   |                   |                       |                       |                   |               |               |                  |                   |                   |               |        |        |        |        |        |        |        |        |        |        |        |        |        |        |        |        |        |        |        |        |        |        |
| Wisła HS134 | Ruka HS142        | Ruka HS142        | Niżny Tagił HS134 | Niżny Tagił HS134 | Engelberg HS140   | Engelberg HS140   | Oberstdorf HS137 | Garmisch-Partenkirchen HS142 | Innsbruck HS128  | Bischofshofen HS142          | Titisee-Neustadt HS142 | Titisee-Neustadt HS142 | Zakopane HS140         | Lahti HS130            | Willingen HS147        | Willingen HS147        | Klingenthal HS140 | Klingenthal HS140 | Zakopane HS140        | Zakopane HS140        | Râșnov HS97       | Planica HS240 | Planica HS240 | Planica HS240    | punkty            | punkty            | punkty        | punkty | punkty | punkty | punkty | punkty | punkty | punkty | punkty | punkty | punkty | punkty | punkty | punkty | punkty | punkty | punkty |        |        |        |        |        |        |
| - | -                 | -                 | dq                | 25                | -                 | 42                | -                | -                            | -                | -                            | -                      | -                      | -                      | -                      | -                      | -                      | -                 | -                 | -                     | -                     | -                 | -             | -             | -                | 6                 | 6                 | 6             | 6      | 6      | 6      | 6      | 6      | 6      | 6      | 6      | 6      | 6      | 6      | 6      | 6      | 6      | 6      | 6      |        |        |        |        |        |        |
| Sezon 2021/2022 |                   |                   |                   |                   |                   |                   |                  |                              |                  |                              |                        |                        |                        |                        |                        |                        |                   |                   |                       |                       |                   |               |               |                  |                   |                   |               |        |        |        |        |        |        |        |        |        |        |        |        |        |        |        |        |        |        |        |        |        |        |
| Niżny Tagił HS134 | Niżny Tagił HS134 | Ruka HS142        | Ruka HS142        | Wisła HS134       | Klingenthal HS140 | Klingenthal HS140 | Engelberg HS140  | Engelberg HS140              | Oberstdorf HS137 | Garmisch-Partenkirchen HS142 | Bischofshofen HS142    | Bischofshofen HS142    | Bischofshofen HS142    | Zakopane HS140         | Titisee-Neustadt HS142 | Titisee-Neustadt HS142 | Willingen HS147   | Willingen HS147   | Lahti HS130           | Lahti HS130           | Lillehammer HS140 | Oslo HS134    | Oslo HS134    | Oberstdorf HS235 | Oberstdorf HS235  | Planica HS240     | Planica HS240 | punkty |        |        |        |        |        |        |        |        |        |        |        |        |        |        |        |        |        |        |        |        |        |
| dq | 26                | 19                | 12                | 28                | 34                | 12                | 18               | 24                           | 40               | 30                           | 27                     | 32                     | 29                     | 21                     | -                      | -                      | -                 | -                 | -                     | -                     | -                 | -             | -             | -                | -                 | -                 | -             | 101    |        |        |        |        |        |        |        |        |        |        |        |        |        |        |        |        |        |        |        |        |        |
| Legenda |                   |                   |                   |                   |                   |                   |                  |                              |                  |                              |                        |                        |                        |                        |                        |                        |                   |                   |                       |                       |                   |               |               |                  |                   |                   |               |        |        |        |        |        |        |        |        |        |        |        |        |        |        |        |        |        |        |        |        |        |        |
| 1 2 3 4-10 11-30 poniżej 30 dq – dyskwalifikacja q – dyskwalifikacja w kwalifikacjach q – zawodnik nie zakwalifikował się - – zawodnik nie wystartował |                   |                   |                   |                   |                   |                   |                  |                              |                  |                              |                        |                        |                        |                        |                        |                        |                   |                   |                       |                       |                   |               |               |                  |                   |                   |               |        |        |        |        |        |        |        |        |        |        |        |        |        |        |        |        |        |        |        |        |        |        |

### Miejsca w poszczególnych konkursach drużynowychPucharu Świata
stan po zakończeniu sezonu 2022/2023
| Sezon 2021/2022                                  | Sezon 2021/2022 | Sezon 2021/2022 | Wisła HS134 | Bischofshofen HS142 | Zakopane HS140 | Willingen HS147 (mikst) | Lahti HS130 | Oslo HS134 (mikst) | Planica HS240 |
| Sezon 2021/2022                                  | Sezon 2021/2022 | Sezon 2021/2022 | 7           | 7                   | 7              | -                       | -           | -                  | -             |
| Legenda                                          |                 |                 |             |                     |                |                         |             |                    |               |
| 1 2 3 4-8 poniżej 8 - – zawodnik nie wystartował |                 |                 |             |                     |                |                         |             |                    |               |

### Turniej Czterech Skoczni

#### Miejsca w klasyfikacji generalnej
| Sezon     | Miejsce |
| --------- | ------- |
| 2021/2022 | 30.     |

## Letnie Grand Prix

### Miejsca w klasyfikacji generalnej
| Sezon | Miejsce |
| ----- | ------- |
| 2021  | 20.     |

### Miejsca na podium w konkursach indywidualnychLGPchronologicznie
| Nr | Dzień      | Rok  | Miejscowość | Skocznia | Punkt K | HS    | Skok 1 | Skok 2 | Nota      | Lok. | Strata  | Zwycięzca             |
| -- | ---------- | ---- | ----------- | -------- | ------- | ----- | ------ | ------ | --------- | ---- | ------- | --------------------- |
| 1. | 5 września | 2021 | Szczuczyńsk | Burabaj  | K-90    | HS-99 | 99,5 m | 87,0 m | 211,8 pkt | 3.   | 9,6 pkt | Halvor Egner Granerud |

### Miejsca w poszczególnych konkursach indywidualnychLGP
stan po zakończeniu LGP 2022
| Źródło | Źródło      | Źródło           | Źródło           | Źródło           | Źródło            | Źródło          | Źródło            | Źródło | Źródło | Źródło | Źródło | Źródło | Źródło | Źródło | Źródło | Źródło | Źródło | Źródło | Źródło | Źródło | Źródło | Źródło | Źródło | Źródło | Źródło | Źródło |
| --- | ----------- | ---------------- | ---------------- | ---------------- | ----------------- | --------------- | ----------------- | ------ | ------ | ------ | ------ | ------ | ------ | ------ | ------ | ------ | ------ | ------ | ------ | ------ | ------ | ------ | ------ | ------ | ------ | ------ |
| 2021 |             |                  |                  |                  |                   |                 |                   |        |        |        |        |        |        |        |        |        |        |        |        |        |        |        |        |        |        |        |
| Wisła HS134 | Wisła HS134 | Courchevel HS135 | Szczuczyńsk HS99 | Szczuczyńsk HS99 | Czajkowskij HS140 | Hinzenbach HS90 | Klingenthal HS140 | punkty |        |        |        |        |        |        |        |        |        |        |        |        |        |        |        |        |        |        |
| 29 | dq          | 17               | 31               | 3                | dq                | 28              | 13                | 99     |        |        |        |        |        |        |        |        |        |        |        |        |        |        |        |        |        |        |
| Legenda |             |                  |                  |                  |                   |                 |                   |        |        |        |        |        |        |        |        |        |        |        |        |        |        |        |        |        |        |        |
| 1 2 3 4-10 11-30 poniżej 30 dq – dyskwalifikacja q – zawodnik nie zakwalifikował się - – zawodnik nie wystartował |             |                  |                  |                  |                   |                 |                   |        |        |        |        |        |        |        |        |        |        |        |        |        |        |        |        |        |        |        |

## Puchar Kontynentalny

### Miejsca w klasyfikacji generalnej
| Sezon     | Miejsce |
| --------- | ------- |
| 2018/2019 | 96.     |
| 2019/2020 | 86.     |
| 2020/2021 | 59.     |

### Miejsca w poszczególnych konkursachPucharu Kontynentalnego
stan po zakończeniu sezonu 2022/2023
| Źródło                                                                        | Źródło            | Źródło     | Źródło          | Źródło              | Źródło              | Źródło            | Źródło            | Źródło              | Źródło              | Źródło          | Źródło            | Źródło            | Źródło           | Źródło              | Źródło              | Źródło              | Źródło              | Źródło            | Źródło           | Źródło           | Źródło           | Źródło     | Źródło     | Źródło         | Źródło         | Źródło            | Źródło            | Źródło | Źródło | Źródło | Źródło | Źródło | Źródło | Źródło | Źródło | Źródło | Źródło | Źródło | Źródło | Źródło | Źródło | Źródło | Źródło | Źródło | Źródło | Źródło | Źródło | Źródło | Źródło | Źródło | Źródło | Źródło | Źródło | Źródło | Źródło | Źródło | Źródło | Źródło | Źródło |        |
| ----------------------------------------------------------------------------- | ----------------- | ---------- | --------------- | ------------------- | ------------------- | ----------------- | ----------------- | ------------------- | ------------------- | --------------- | ----------------- | ----------------- | ---------------- | ------------------- | ------------------- | ------------------- | ------------------- | ----------------- | ---------------- | ---------------- | ---------------- | ---------- | ---------- | -------------- | -------------- | ----------------- | ----------------- | ------ | ------ | ------ | ------ | ------ | ------ | ------ | ------ | ------ | ------ | ------ | ------ | ------ | ------ | ------ | ------ | ------ | ------ | ------ | ------ | ------ | ------ | ------ | ------ | ------ | ------ | ------ | ------ | ------ | ------ | ------ | ------ | ------ |
| Sezon 2018/2019                                                               |                   |            |                 |                     |                     |                   |                   |                     |                     |                 |                   |                   |                  |                     |                     |                     |                     |                   |                  |                  |                  |            |            |                |                |                   |                   |        |        |        |        |        |        |        |        |        |        |        |        |        |        |        |        |        |        |        |        |        |        |        |        |        |        |        |        |        |        |        |        |        |
| Lillehammer HS140                                                             | Lillehammer HS140 | Ruka HS142 | Ruka HS142      | Engelberg HS140     | Engelberg HS140     | Klingenthal HS140 | Klingenthal HS140 | Bischofshofen HS142 | Bischofshofen HS142 | Sapporo HS137   | Sapporo HS137     | Sapporo HS137     | Planica HS139    | Planica HS139       | Iron Mountain HS133 | Iron Mountain HS133 | Iron Mountain HS133 | Oberstdorf HS137  | Oberstdorf HS137 | Brotterode HS117 | Brotterode HS117 | Rena HS139 | Rena HS139 | Zakopane HS140 | Zakopane HS140 | Czajkowskij HS102 | Czajkowskij HS140 | punkty |        |        |        |        |        |        |        |        |        |        |        |        |        |        |        |        |        |        |        |        |        |        |        |        |        |        |        |        |        |        |        |        |
| -                                                                             | -                 | -          | -               | -                   | -                   | -                 | -                 | -                   | -                   | -               | -                 | -                 | -                | -                   | -                   | -                   | -                   | -                 | -                | -                | -                | -          | -          | -              | -              | 21                | 25                | 16     |        |        |        |        |        |        |        |        |        |        |        |        |        |        |        |        |        |        |        |        |        |        |        |        |        |        |        |        |        |        |        |        |
| Sezon 2019/2020                                                               |                   |            |                 |                     |                     |                   |                   |                     |                     |                 |                   |                   |                  |                     |                     |                     |                     |                   |                  |                  |                  |            |            |                |                |                   |                   |        |        |        |        |        |        |        |        |        |        |        |        |        |        |        |        |        |        |        |        |        |        |        |        |        |        |        |        |        |        |        |        |        |
| Vikersund HS117                                                               | Vikersund HS117   | Ruka HS142 | Ruka HS142      | Bischofshofen HS142 | Bischofshofen HS142 | Klingenthal HS140 | Klingenthal HS140 | Sapporo HS137       | Sapporo HS137       | Planica HS138   | Planica HS138     | Brotterode HS117  | Brotterode HS117 | Iron Mountain HS133 | Iron Mountain HS133 | Predazzo HS104      | Predazzo HS104      | Rena HS139        | Lahti HS130      | Lahti HS130      | punkty           | punkty     | punkty     | punkty         | punkty         | punkty            | punkty            | punkty | punkty | punkty | punkty | punkty | punkty | punkty | punkty | punkty | punkty | punkty | punkty | punkty | punkty | punkty | punkty | punkty | punkty | punkty | punkty | punkty | punkty | punkty | punkty | punkty | punkty | punkty | punkty | punkty | punkty | punkty | punkty | punkty |
| 41                                                                            | 18                | -          | -               | -                   | -                   | -                 | -                 | -                   | -                   | dq              | 26                | -                 | -                | -                   | -                   | -                   | -                   | -                 | -                | -                | 18               | 18         | 18         | 18             | 18             | 18                | 18                | 18     | 18     | 18     | 18     | 18     | 18     | 18     | 18     | 18     | 18     | 18     | 18     | 18     | 18     | 18     | 18     | 18     | 18     | 18     | 18     | 18     | 18     | 18     | 18     | 18     | 18     | 18     | 18     | 18     | 18     | 18     | 18     | 18     |
| Sezon 2020/2021                                                               |                   |            |                 |                     |                     |                   |                   |                     |                     |                 |                   |                   |                  |                     |                     |                     |                     |                   |                  |                  |                  |            |            |                |                |                   |                   |        |        |        |        |        |        |        |        |        |        |        |        |        |        |        |        |        |        |        |        |        |        |        |        |        |        |        |        |        |        |        |        |        |
| Ruka HS142                                                                    | Ruka HS142        | Ruka HS142 | Engelberg HS140 | Engelberg HS140     | Innsbruck HS128     | Innsbruck HS128   | Willingen HS147   | Willingen HS147     | Willingen HS147     | Willingen HS147 | Klingenthal HS140 | Klingenthal HS140 | Brotterode HS117 | Brotterode HS117    | Zakopane HS140      | Zakopane HS140      | Czajkowskij HS140   | Czajkowskij HS140 | punkty           | punkty           | punkty           | punkty     | punkty     | punkty         | punkty         | punkty            | punkty            | punkty | punkty | punkty | punkty | punkty | punkty | punkty | punkty | punkty | punkty | punkty | punkty | punkty | punkty | punkty | punkty | punkty | punkty | punkty | punkty | punkty | punkty | punkty | punkty | punkty | punkty | punkty | punkty | punkty | punkty | punkty |        |        |
| -                                                                             | -                 | -          | -               | -                   | -                   | -                 | -                 | -                   | -                   | -               | -                 | -                 | -                | -                   | -                   | -                   | 12                  | 13                | 42               | 42               | 42               | 42         | 42         | 42             | 42             | 42                | 42                | 42     | 42     | 42     | 42     | 42     | 42     | 42     | 42     | 42     | 42     | 42     | 42     | 42     | 42     | 42     | 42     | 42     | 42     | 42     | 42     | 42     | 42     | 42     | 42     | 42     | 42     | 42     | 42     | 42     | 42     | 42     |        |        |
| Legenda                                                                       |                   |            |                 |                     |                     |                   |                   |                     |                     |                 |                   |                   |                  |                     |                     |                     |                     |                   |                  |                  |                  |            |            |                |                |                   |                   |        |        |        |        |        |        |        |        |        |        |        |        |        |        |        |        |        |        |        |        |        |        |        |        |        |        |        |        |        |        |        |        |        |
| 1 2 3 4-10 11-30 poniżej 30 dq – dyskwalifikacja - – zawodnik nie wystartował |                   |            |                 |                     |                     |                   |                   |                     |                     |                 |                   |                   |                  |                     |                     |                     |                     |                   |                  |                  |                  |            |            |                |                |                   |                   |        |        |        |        |        |        |        |        |        |        |        |        |        |        |        |        |        |        |        |        |        |        |        |        |        |        |        |        |        |        |        |        |        |

## Letni Puchar Kontynentalny

### Miejsca w klasyfikacji generalnej
| Sezon | Miejsce |
| ----- | ------- |
| 2019  | 121.    |

### Miejsca w poszczególnych konkursachLetniego Pucharu Kontynentalnego
stan po zakończeniu LPK 2022
| Źródło                                                                        | Źródło      | Źródło            | Źródło            | Źródło      | Źródło      | Źródło                       | Źródło                       | Źródło      | Źródło      | Źródło            | Źródło            | Źródło      | Źródło      | Źródło            | Źródło            | Źródło | Źródło | Źródło | Źródło | Źródło | Źródło | Źródło | Źródło | Źródło | Źródło | Źródło |
| ----------------------------------------------------------------------------- | ----------- | ----------------- | ----------------- | ----------- | ----------- | ---------------------------- | ---------------------------- | ----------- | ----------- | ----------------- | ----------------- | ----------- | ----------- | ----------------- | ----------------- | ------ | ------ | ------ | ------ | ------ | ------ | ------ | ------ | ------ | ------ | ------ |
| 2019                                                                          |             |                   |                   |             |             |                              |                              |             |             |                   |                   |             |             |                   |                   |        |        |        |        |        |        |        |        |        |        |        |
| Kranj HS109                                                                   | Kranj HS109 | Szczuczyńsk HS140 | Szczuczyńsk HS140 | Wisła HS134 | Wisła HS134 | Frenštát pod Radhoštěm HS106 | Frenštát pod Radhoštěm HS106 | Râșnov HS97 | Râșnov HS97 | Lillehammer HS140 | Lillehammer HS140 | Stams HS115 | Stams HS115 | Klingenthal HS140 | Klingenthal HS140 | punkty |        |        |        |        |        |        |        |        |        |        |
| -                                                                             | -           | -                 | -                 | -           | -           | 45                           | 29                           | -           | -           | -                 | -                 | -           | -           | -                 | -                 | 2      |        |        |        |        |        |        |        |        |        |        |
| Legenda                                                                       |             |                   |                   |             |             |                              |                              |             |             |                   |                   |             |             |                   |                   |        |        |        |        |        |        |        |        |        |        |        |
| 1 2 3 4-10 11-30 poniżej 30 dq – dyskwalifikacja - − zawodnik nie wystartował |             |                   |                   |             |             |                              |                              |             |             |                   |                   |             |             |                   |                   |        |        |        |        |        |        |        |        |        |        |        |

## FIS Cup

### Miejsca w klasyfikacji generalnej
| Sezon     | Miejsce |
| --------- | ------- |
| 2017/2018 | 170.    |
| 2019/2020 | 35.     |
| 2020/2021 | 83.     |

### Zwycięstwa w konkursach indywidualnych FIS Cup chronologicznie
| Nr | Dzień      | Rok  | Miejscowość    | Skocznia            | Punkt K | HS     | Skok 1 | Skok 2 | Nota      |
| -- | ---------- | ---- | -------------- | ------------------- | ------- | ------ | ------ | ------ | --------- |
| 1. | 21 grudnia | 2019 | Oberwiesenthal | Fichtelbergschanzen | K-95    | HS-105 | 92,0 m | 98,0 m | 262,6 pkt |

### Miejsca na podium w konkursach indywidualnych FIS Cup chronologicznie
| Nr | Dzień      | Rok  | Miejscowość    | Skocznia            | Punkt K | HS     | Skok 1 | Skok 2 | Nota      | Lok. | Strata | Zwycięzca |
| -- | ---------- | ---- | -------------- | ------------------- | ------- | ------ | ------ | ------ | --------- | ---- | ------ | --------- |
| 1. | 21 grudnia | 2019 | Oberwiesenthal | Fichtelbergschanzen | K-95    | HS-105 | 92,0 m | 98,0 m | 262,6 pkt | 1.   | –      | –         |

### Miejsca w poszczególnych konkursachFIS Cupu
stan po zakończeniu sezonu 2022/2023
| Źródło                                                                        | Źródło        | Źródło           | Źródło           | Źródło         | Źródło         | Źródło           | Źródło           | Źródło      | Źródło      | Źródło       | Źródło       | Źródło        | Źródło        | Źródło               | Źródło               | Źródło         | Źródło         | Źródło         | Źródło         | Źródło       | Źródło       | Źródło | Źródło | Źródło | Źródło | Źródło | Źródło | Źródło | Źródło | Źródło | Źródło | Źródło | Źródło | Źródło | Źródło | Źródło | Źródło | Źródło | Źródło |
| ----------------------------------------------------------------------------- | ------------- | ---------------- | ---------------- | -------------- | -------------- | ---------------- | ---------------- | ----------- | ----------- | ------------ | ------------ | ------------- | ------------- | -------------------- | -------------------- | -------------- | -------------- | -------------- | -------------- | ------------ | ------------ | ------ | ------ | ------ | ------ | ------ | ------ | ------ | ------ | ------ | ------ | ------ | ------ | ------ | ------ | ------ | ------ | ------ | ------ |
| Sezon 2017/2018                                                               |               |                  |                  |                |                |                  |                  |             |             |              |              |               |               |                      |                      |                |                |                |                |              |              |        |        |        |        |        |        |        |        |        |        |        |        |        |        |        |        |        |        |
| Villach                                                                       | Villach       | Kuopio           | Kuopio           | Kandersteg     | Kandersteg     | Râșnov           | Râșnov           | Whistler    | Whistler    | Notodden     | Notodden     | Zakopane      | Zakopane      | Planica              | Planica              | Rastbüchl      | Rastbüchl      | Villach        | Villach        | Falun        | punkty       | punkty | punkty | punkty | punkty | punkty | punkty | punkty | punkty | punkty | punkty | punkty | punkty | punkty | punkty | punkty | punkty | punkty | punkty |
| -                                                                             | -             | -                | -                | -              | -              | -                | -                | -           | -           | -            | -            | -             | -             | -                    | -                    | 26             | 39             | -              | -              | -            | 5            | 5      | 5      | 5      | 5      | 5      | 5      | 5      | 5      | 5      | 5      | 5      | 5      | 5      | 5      | 5      | 5      | 5      | 5      |
| Sezon 2019/2020                                                               |               |                  |                  |                |                |                  |                  |             |             |              |              |               |               |                      |                      |                |                |                |                |              |              |        |        |        |        |        |        |        |        |        |        |        |        |        |        |        |        |        |        |
| Szczyrk HS104                                                                 | Szczyrk HS104 | Szczuczyńsk HS99 | Szczuczyńsk HS99 | Ljubno HS94    | Ljubno HS94    | Pjongczang HS109 | Pjongczang HS109 | Râșnov HS97 | Râșnov HS97 | Villach HS98 | Villach HS98 | Notodden HS98 | Notodden HS98 | Oberwiesenthal HS105 | Oberwiesenthal HS105 | Zakopane HS140 | Zakopane HS140 | Rastbüchl HS78 | Rastbüchl HS78 | Villach HS98 | Villach HS98 | punkty |        |        |        |        |        |        |        |        |        |        |        |        |        |        |        |        |        |
| -                                                                             | -             | 29               | 36               | -              | -              | -                | -                | -           | -           | -            | -            | -             | -             | 1                    | 8                    | -              | -              | -              | -              | -            | -            | 134    |        |        |        |        |        |        |        |        |        |        |        |        |        |        |        |        |        |
| Sezon 2020/2021                                                               |               |                  |                  |                |                |                  |                  |             |             |              |              |               |               |                      |                      |                |                |                |                |              |              |        |        |        |        |        |        |        |        |        |        |        |        |        |        |        |        |        |        |
| Râșnov HS97                                                                   | Râșnov HS97   | Kandersteg HS106 | Kandersteg HS106 | Zakopane HS140 | Zakopane HS140 | Szczyrk HS104    | Szczyrk HS104    | Lahti HS100 | Lahti HS100 | Villach HS98 | Villach HS98 | Oberhof HS100 | Oberhof HS100 | punkty               | punkty               | punkty         | punkty         | punkty         | punkty         | punkty       | punkty       | punkty | punkty | punkty | punkty | punkty | punkty | punkty | punkty | punkty | punkty | punkty |        |        |        |        |        |        |        |
| -                                                                             | -             | -                | -                | -              | -              | -                | -                | 30          | 9           | -            | -            | -             | -             | 30                   | 30                   | 30             | 30             | 30             | 30             | 30           | 30           | 30     | 30     | 30     | 30     | 30     | 30     | 30     | 30     | 30     | 30     | 30     |        |        |        |        |        |        |        |
| Legenda                                                                       |               |                  |                  |                |                |                  |                  |             |             |              |              |               |               |                      |                      |                |                |                |                |              |              |        |        |        |        |        |        |        |        |        |        |        |        |        |        |        |        |        |        |
| 1 2 3 4-10 11-30 poniżej 30 dq – dyskwalifikacja - − zawodnik nie wystartował |               |                  |                  |                |                |                  |                  |             |             |              |              |               |               |                      |                      |                |                |                |                |              |              |        |        |        |        |        |        |        |        |        |        |        |        |        |        |        |        |        |        |